# Nevada (film, 1927)
Pour plus de détails, voir Fiche technique et Distribution.
Nevada est un film américain réalisé par John Waters, sorti en 1927.

## Synopsis
Nevada, un as de la gâchette, fait sortir son ami Cash Burridge de la prison de Lineville. Lorsqu'ils arrivent à Winthrop, ils décident de devenir honnêtes et de trouver du travail dans le ranch de Ben Ide, un Anglais qui a maille à partir avec des voleurs de bétail. Ide charge Nevada de protéger sa fille Hettie, ce qui cause la colère de Clan Dillon, le contremaître du ranch qui était un des prétendants d'Hettie. Il va s'avérer que Dillon est en fait le chef de la bande des voleurs.

## Fiche technique
- Titre original : Nevada
- Réalisation : John Waters
- Scénario : Gordon Rigby, John Stone (en), d'après le roman Nevada de Zane Grey
- Intertitres : John W. Conway
- Photographie : Charles Edgar Schoenbaum
- Production : Jesse L. Lasky, E. Lloyd Sheldon (en), Adolph Zukor
- Société de production : Paramount Famous Lasky Corporation
- Société de distribution : Paramount Famous Lasky Corporation
- Pays de production :  États-Unis
- Langue originale : anglais
- Format : noir et blanc — 35 mm — 1,37:1 — Film muet
- Genre : Western
- Durée : 7 bobines
- Dates de sortie :
  - États-Unis :8 août 1927 (première à New York)

## Distribution
- Gary Cooper : Nevada
- Thelma Todd : Hettie Ide
- William Powell : Clan Dillon
- Philip Strange (en) : Ben Ide
- Ernie Adams : Cash Burridge
- Christian J. Frank (en) : Shérif de Winthrop
- Ivan Christy : Cawthorne
- Guy Oliver : Shérif de Lineville

## Autour du film
- Le film a fait l'objet de deux remakes : en 1935 Nevada de Charles Barton avec Buster Crabbe et Kathleen Burke et en 1944 Nevada d'Edward Killy avec Robert Mitchum et Anne Jeffreys.